# Wolbach
Wolbach est un village des comtés de Greeley  et de Howard, dans l'État du Nebraska, aux États-Unis. En 2020, il comptait une population de 224 habitants.